# Île de Juziers
L’île de Juziers est une ancienne île de la Seine qui forme aujourd'hui la partie aval d'une île longue de 5 km environ, composée aussi des anciennes île de Mézy et île Belle.
Elle est située sur la commune de Juziers. Elle fait face au village de Juziers (rive droite) et au site de l'usine Renault de Flins (à cheval sur les communes de Flins-sur-Seine et d'Aubergenville). L'île de Juziers appartient à la copropriété privée de l'île Verte et à l'exception de son extrémité sud boisé, elle est entièrement bordée de maisons privées avec des terrains collectifs de la copropriété en son centre. Elle n'est accessible qu'en bateau (deux cales se font face à Juziers et sur la rive droite de l'île pour le transport de charges lourdes ou de véhicules). En effet aucune route ne relie l'île de Juziers à l'île de Mézy (qui est principalement une zone agricole), bien que l'ancien chenal qui les séparait auparavant ait été comblé.